# Nessuno resta solo
Nessuno resta solo (Not as a Stranger) è un film del 1955 diretto e prodotto da Stanley Kramer basato sul best seller scritto un anno prima da Morton Thompson.

## Trama
È la storia di un gruppo di studenti di medicina, i loro amori, le loro ambizioni e la loro carriera, in particolare l'ascesa e la caduta di uno di loro, il Dottor Lucas Marsh, talmente accecato dalla voglia di riuscire che è disposto a sposare una ricca donna più anziana di lui, Kristina Hedvigson, pur di mantenersi agli studi universitari. Una volta laureato ed abilitato, il suo idealismo gli fa scegliere di fare il medico condotto in una cittadina di provincia, rinunciando ai facili guadagni da specialista in una grande città. Introverso, scontroso ma professionalmente molto capace, manifesta sempre di più la sua insofferenza per la moglie. La tradirà per un'annoiata, provocante vedova, e abbandonerà il tetto coniugale. Nel finale, Lucas tenterà un'operazione cardiaca difficilissima, nel sincero e disperato tentativo di salvare dalla morte un suo collega. Il collega morirà - forse a causa di un suo errore - e questo fatto lo porterà, per la disperazione, a tornare a casa e cercare rifugio nell'amore di sua moglie che tornerà al suo fianco.

## Analisi
Allo spettatore di oggi può apparire incredibile che nel 1955 - e in un paese scientificamente avanzato come gli USA - le lezioni di chirurgia, in spregio alle più elementari norme di asepsi, si eseguissero operando i pazienti davanti a centinaia di studenti vestiti normalmente e che entravano e uscivano dall'aula; altrettanto incredibile per un giovane di oggi assistere a visite mediche svolte con pazienti che in ospedale fumano sigari o maneggiano il sangue altrui con assoluta noncuranza.

## Riconoscimenti
- Nomination al premio oscar per il miglior sonoro nel 1956
- Nomination a Frank Sinatra come miglior attore straniero al The British Academy of Film and Television Arts (BAFTA)
- Nel 1955 il National Board of Review of Motion Pictures l'ha inserito nella lista dei migliori dieci film dell'anno e ha premiato Charles Bickford come miglior attore non protagonista.